# Tagliatelle
Tagliatelle er en type pasta fra Emilia-Romagna- og Marche-regionerne i Italien. De individuelle stykker af tagliatelle er lange, flade bånd, der i form ligner fettuccine, og de er traditionelt omkring 6.6 mm brede. Tagliatelle kan serveres med en række forskellige typer sovs, selvom bolognesesovs er den mest traditionelle.
Tagliatelle bliver traditionelt fremstillet med æg, og normalt 1 æg per 100 g mel.